# Teito Monogatari
Teito Monogatari (帝都物語 Historia de la Capital Imperial?) es una serie de novelas de fantasía histórica épica escritas por el autor japonés Hiroshi Aramata.
Aunque inédita y escasamente conocida en occidente, Teito Monogatari es una de las obras de ficción más influyente en la cultura popular de gran parte de Asia, habiéndose convertido en uno de los mayores best-sellers del continente con 5 millones de ventas solo en Japón. El éxito de las novelas condujo a una adaptación cinematográfica, Tokyo: The Last Megalopolis, y a una serie de OVAs de anime, Doomed Megalopolis, así como varios spin-offs también escritos. Numerosos artistas contemporáneos de Japón han admitido inspirarse en estas producciones, y su influencia puede encontrarse en una gran parte de los trabajos de fantasía nipones hasta la fecha.

## Contexto
Teito Monogatari es un escrito que combina historia, folclore y mitología de Japón para narrar una visión fantástica de la historia de Tokio. En ella, el argumento abarca varias generaciones y está protagonizado por versiones ficticias de personajes de la historia de Japón, quienes se enfrentan a un malvado hechicero llamado Yasunori Katō cuya intención es destruir Tokio para acabar con el Imperio de Japón. Los abundantes elementos sobrenaturales de la historia, empleados tanto por Katō como por algunos de los protagonistas, están basados en prácticas esotéricas reales como el onmyōdō, el feng shui, shugendō y varias otras.

## Lista de volúmenes
- Vol. 1: El gran espíritu de Tokio
- Vol. 2: La ciudad del demonio
- Vol. 3: El gran terremoto
- Vol. 4: El movimiento del dragón
- Vol. 5: El advenimiento del diablo
- Vol. 6: El fénix
- Vol. 7: El viaje de las 100 noches
- Vol. 8: El altar del futuro
- Vol. 9: El poder de la estrella del alba
- Vol. 10: Resurrección
- Vol. 11: Gran guerra en la capital
- Vol. 12: El gran oriente

## Impacto cultural
La influencia de Teito Monogatari puede encontrarse en una gran cantidad de medios de Japón, como anime, literatura y videojuegos. La historia de ha sido adaptada a películas, OVAs, manga, teatro y demás, y su estilo se denota claramente en producciones como el videojuego Shin Megami Tensei y el manga y anime de CLAMP Tokyo Babylon.
El antagonista de la serie, Yasunori Kato, se convirtió en una figura icónica en la cultura popular de Japón, habiendo inspirado numerosos personajes en tantos otros trabajos de ficción. El más reconocible de ellos es M. Bison, personaje de la inmensamente popular serie de videojuegos Street Fighter, quien se ha convertido en otro icono de la cultura de internet.